# Klötze
Klötze é uma cidade da Alemanha localizada no distrito de Altmarkkreis Salzwedel, estado de Saxônia-Anhalt.
Klötze é membro e sede do Verwaltungsgemeinschaft de Klötze.